# Diócesis de Ratzeburgo
La diócesis de Ratzeburgo (en latín: Dioecesis Ratzeburgensis y en alemán: Bistum Ratzeburg) fue una circunscripción eclesiástica de la Iglesia católica en Alemania. Fue suprimida de hecho el 5 de octubre de 1554 al renunciar el último obispo católico. Se trataba de una diócesis latina, sufragánea de la arquidiócesis de Bremen. Además de su función episcopal, los obispos de Ratzeburgo tenían poder temporal, ya que Ratzeburgo era un principado eclesiástico dentro del Sacro Imperio Romano Germánico, el principado episcopal de Ratzeburgo.

## Territorio y organización

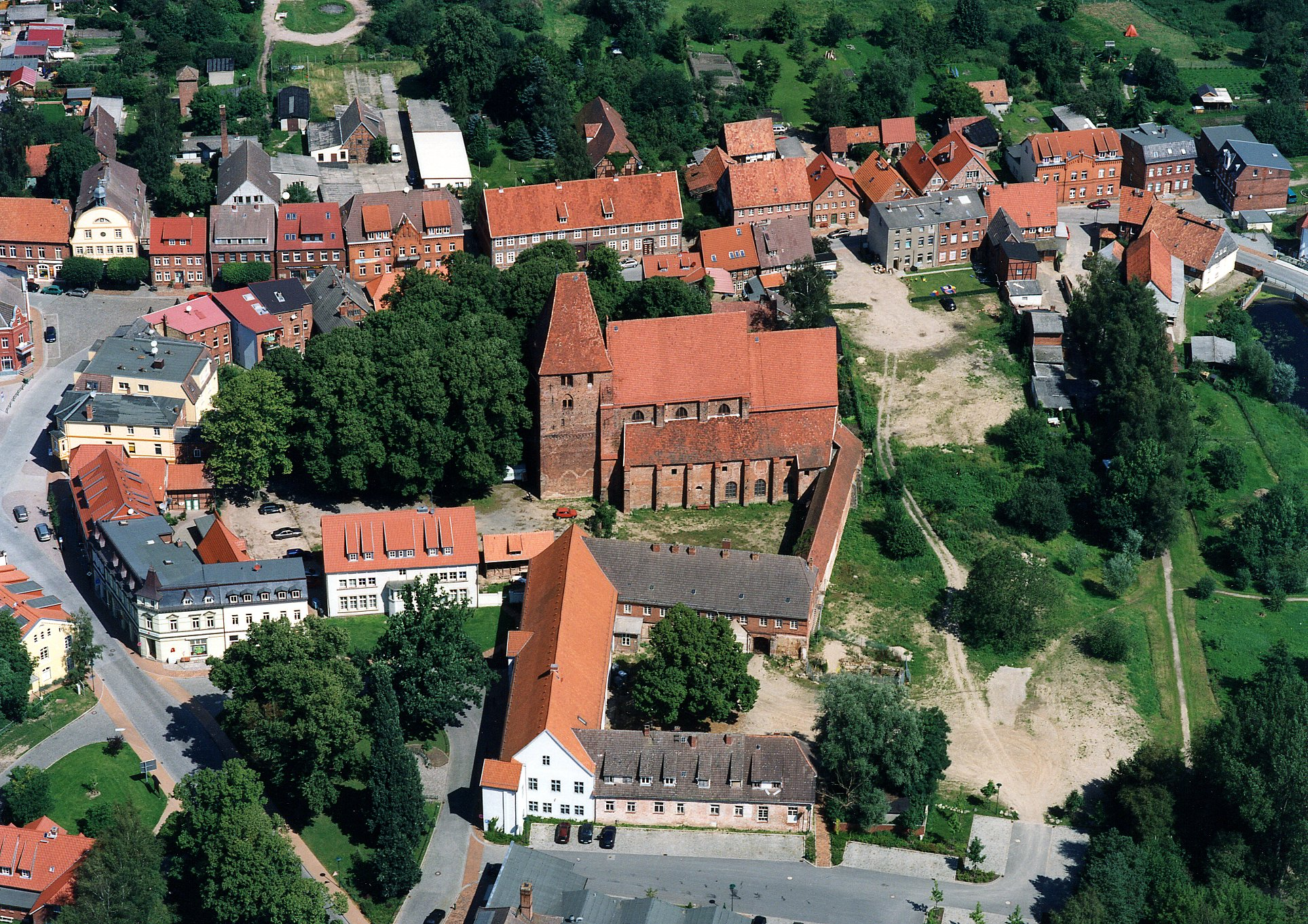
Vista aérea del monasterio benedictino de Rehna, fundado en 1237 por el obispo Ludolf

La diócesis extendía su jurisdicción sobre los fieles católicos de rito latino residentes en parte del actual estado de Schleswig-Holstein, su territorio incluía el extremo oeste de Mecklemburgo y el Ducado de Lauenburg. Limitaba al oeste con la diócesis de Lübeck y la arquidiócesis de Hamburgo-Bremen, al norte con el mar Báltico, al este con las diócesis de Schwerin y Havelberg, y al sur con la diócesis de Verden, de la que estaba separada por el río Elba. Desde el 24 de octubre de 1994 su territorio pertenece a la arquidiócesis de Hamburgo.

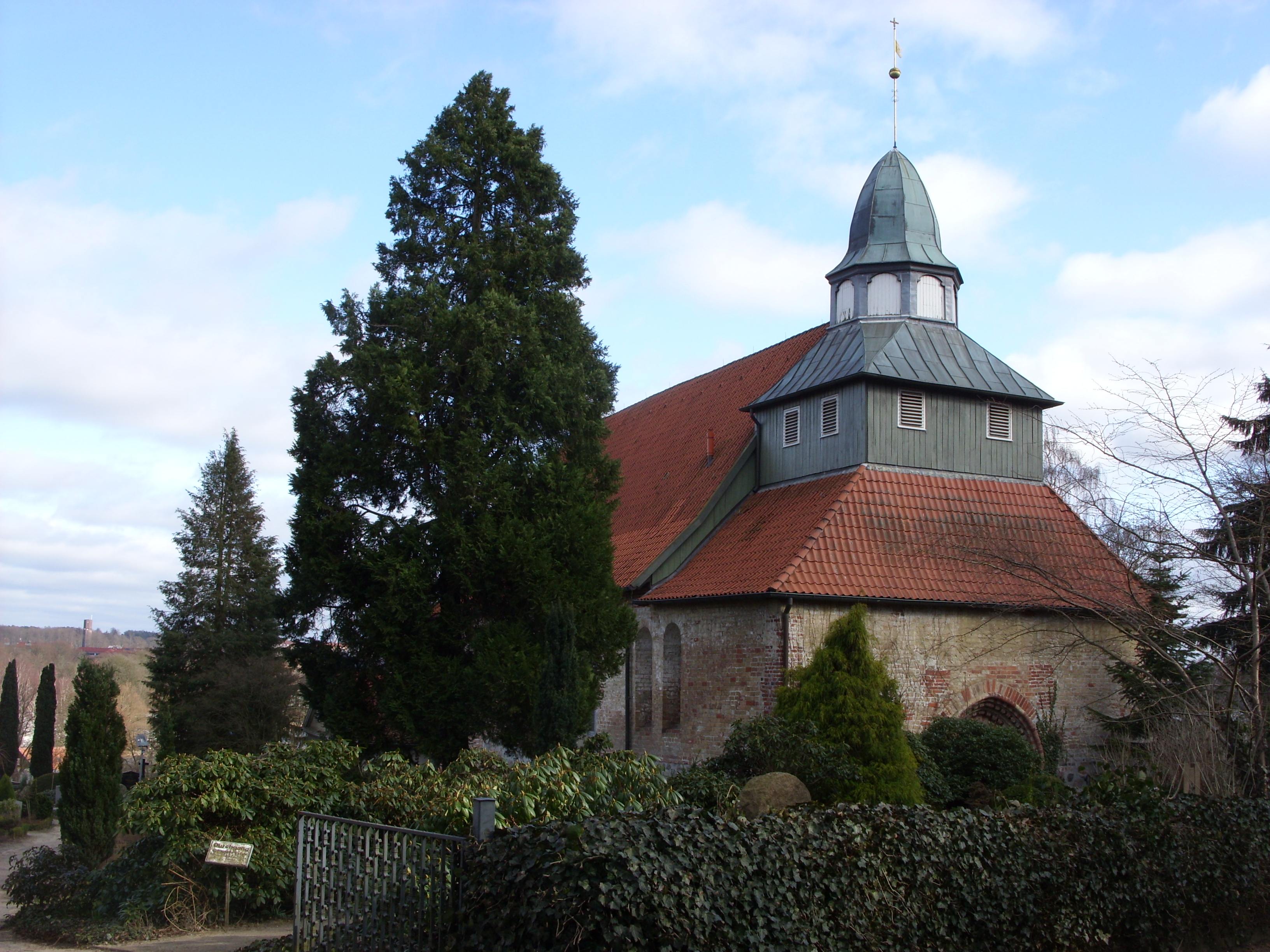
Iglesia de la abadía benedictina de San Jorge en la Colina (St. Georg auf dem Berge) en Ratzeburgo, fundada a finales del

La sede de la diócesis se encontraba en la ciudad de Ratzeburgo, en donde se halla la Catedral de Santa María y San Juan Evangelista, que pertenece al luteranismo desde 1554, siendo actualmente de la Iglesia evangélica luterana en el Norte de Alemania (filial de la Iglesia evangélica en Alemania).

## Historia
La diócesis de Ratzeburgo fue una de las diócesis fundadas por Adalberto de Bremen circa 1050, con territorio derivado del de la diócesis de Oldenburg. La revuelta de los abodritas, de la tribu de los wendos, obligó a huir al obispo Aristo y a muchos cristianos y puso fin a la obra de evangelización.
Sólo un siglo después, con la cruzada de los wendos, la religión cristiana se impuso por la fuerza de las armas sobre las poblaciones de los wendos. La evangelización se reanudó gracias a la obra de los premonstratenses y de su fundador, san Norberto, quien envió a la región a su discípulo Evermundo, quien se convirtió en el primer obispo de la diócesis restaurada.
En 1157 el papa Adriano IV concedió la fundación del capítulo de canónigos. El capítulo estaba formado por monjes premonstratenses; fue secularizado por el papa Julio II en 1504.
Originalmente la diócesis era sufragánea de la arquidiócesis de Hamburgo. El 25 de septiembre de 1188, mediante el breve Ex iniuncto nobis del papa Clemente III, Ratzeburgo pasó a formar parte de la provincia eclesiástica de la arquidiócesis de Bremen, donde se había trasladado la sede de Hamburgo, junto con las diócesis de Lübeck, Schwerin y Schleswig.
En 1230 el obispo Gottschalk mantuvo un registro de los diezmos que recaudaba de las parroquias de la diócesis. Este texto que ha llegado hasta hoy constituye un documento precioso sobre la organización territorial de la diócesis a finales de la Edad Media. En él se enumeran más de 40 parroquias.
En 1236 el obispo Pietro fue investido por el emperador Federico II con poder temporal, con jurisdicción civil sobre la tierra de Butin, que obtuvo inmediación imperial. También un enclave dentro de la ciudad de Ratzeburgo, compuesto por la catedral, el capítulo canónico y otros edificios religiosos, estaba sujeto al poder temporal de los obispos. A partir de este momento los obispos obtuvieron el título de príncipes del Sacro Imperio Romano Germánico.
Entre las principales abadías de la diócesis cabe mencionar las abadías benedictinas de San Jorge en Ratzeburgo, fundada por san Ansvero y donde el fundador murió junto con sus monjes tras la revuelta de los abodritas en 1066; y las de Rehna, Wismar y Eldena.

### Reforma protestante
Tras la muerte del obispo Georg von Blumenthal el 25 de octubre de 1550, el duque Francisco I de Sajonia-Lauenburgo intentó en vano que su hijo Magnus, de nueve años, fuera elegido obispo, pero el 22 de noviembre de 1550 fue elegido por unanimidad Christoph von der Schulenburg. Muy endeudado, el duque llamó entonces al jefe mercenario luterano Vollrad von Mansfeld y a sus tropas, quienes saquearon la catedral el 23 de mayo de 1552. Mansfeld se quedó dos meses y a cambio de un pago de 4000 táleros por el cabildo catedralicio, no quemó la catedral.
Al mismo tiempo, todo el capítulo se adhirió a la nueva confesión religiosa luterana, cuya aparición puso fin de hecho a la diócesis católica. El último obispo en comunión con la Santa Sede fue Christoph von der Schulenburg, renunció el 5 de octubre de 1554 luego de su adhesión al luteranismo. El cabildo eligió obispo al luterano Cristóbal de Mecklemburgo, de 17 años, finalizando la diócesis católica.
Con la Paz de Westfalia de 1648, el principado eclesiástico también fue abolido y secularizado, tomando el nombre de principado de Ratzeburgo bajo el control directo de los duques de Mecklemburgo-Schwerin.

## Episcopologio
- Aristo † (circa 1051-?)

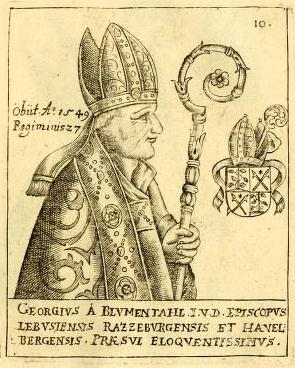
Christoph von der Schulenburg, último obispo católico, se convirtió al luteranismo

- San Evermodo, O.Praem. † (1154-17 de febrero de 1178 falleció)
- San Isfried, O.Praem. † (5 de abril de 1178-15 de junio de 1204 falleció)
- Philipp † (junio de 1204-14 de noviembre de 1215 falleció)
- Heinrich † (1215-29 de abril de 1228 falleció)
- Lambert von Barmstede † (1228-25 de octubre de 1228 falleció)
- Gottschalk † (1229-8 de diciembre de 1235 falleció)
- Petrus † (enero de 1236-29 de agosto de 1236 falleció)
- San Ludolfo, O.Praem. † (1236-29 de marzo de 1250 falleció)
- Friedrich † (1250-15 de julio de 1257 falleció)
- Ulrich von Blücher † (1257-16 de enero de 1284 falleció)
- Konrad † (24 de julio de 1284-28 de julio de 1291 falleció)
- Hermann von Blücher † (1291-8 de febrero de 1309 falleció)
- Marquard von Jossow † (1309-3 de abril de 1335 falleció)
- Volrad von dem Dorne † (4 de julio de 1335-23 de octubre de 1355 falleció)
- Otto von Gronow † (2 de marzo de 1356-13 de noviembre de 1356 falleció)
- Wipert von Blücher † (15 de febrero de 1357-15 de septiembre de 1367 falleció)
- Heinrich von Wittorf † (17 de diciembre de 1367-15 de noviembre de 1388 falleció)
- Gerhard Holtorp † (1388-20 de julio de 1395 falleció)
- Detlef von Berkentin † (1 de octubre de 1395-1418 renunció)
- Johann von Trempe † (28 de noviembre de 1418-18 de octubre de 1431 falleció)
- Pardam von dem Knesebeck † (7 de abril de 1432-6 de octubre de 1440 falleció)
- Johann Prohl † (8 de noviembre de 1440-17 de marzo de 1454 falleció)
- Johann von Preen † (23 de agosto de 1454-9 de octubre de 1461 falleció)
- Ludolf aus Ratzeburgo † (24 de octubre de 1461-2 de enero de 1466 falleció)
- Johann Stalkoper † (14 de abril de 1466-21 de enero de 1479 falleció)
- Johann von Berkentin † (31 de marzo de 1479-15 de junio de 1511 falleció)
- Heinrich Bergmeier † (10 de septiembre de 1511-2 de octubre de 1524 falleció)
- Georg von Blumenthal † (6 de marzo de 1525-25 de octubre de 1550 falleció)
- Christoph von der Schulenburg † (22 de mayo de 1551-5 de octubre de 1554 renunció)
  - Sede suprimida